# نیو آمستردام، سورینام
نیو آمستردام، سورینام (به لاتین: Nieuw Amsterdam) یک منطقهٔ مسکونی در سورینام است که در ناحیه کوموینه واقع شده‌است. نیو آمستردام ۴۸ کیلومتر مربع مساحت و ۵٬۶۵۰ نفر جمعیت دارد.